# Клои Кардашян
Кло̀и Александра Кардашян (на английски: Khloé Alexandra Kardashian) е американска риалити-звезда и телевизионен водещ. От 2007 г. насам, заедно със семейството си, участва в риалити предаването „Keeping Up With The Kardashians“, което проследява живота им.

## Биография

### Ранен живот
Клои Кардашян е родена на 27 юни 1984 г. в Лос Анджелис, в семейството на Робърт Кардашян и Крис Дженър (тогава Хютън). Израства в Бевърли Хилс, Калифорния. Тя има две по-големи сестри, Ким и Кортни, и по-малък брат, Роб. След развода на родителите ѝ през 1991 г., Крис се омъжва за олимпийския шампион Кейтлин Дженър (тогава Брус).
Като тийнейджър Клои, въпреки и рядко, посещава девическо католическо училище в Лос Анджелис. След като по-големите ѝ сестри се дипломират, тя става частна ученичка поради липсата на приятели в училище. На 17-годишна възраст тя се дипломира година по-рано.

### Кариера
След като секс лента на сестра и Ким изтича във Интернет през февруари 2007 г., семейство Кардашиян-Дженър става популярно и бива забелязано от канал E! давайки им шанс да снимат и излъчат риалити шоу проследяващо ежедневието им, това става факт и първият сезон дебютира по късно през октомври 2007 г., то се оказва много успешно и бива подновено за още сезони, водейки и до редица спин-офи включително "Кортни и Клои превземат Хептънс" и "Клои и Ламар".
Клои е създала редица свои модни линии, както и аромати. Заедно със сестрите си, Ким и Кортни, отварят бутика „Dash“. Заедно те написват и книгата „Kardashian Konfidential“ („Кардашян Поверително“). От 29 май 2009 г. Кардашиян се присъедини към топ 40 на Маями най- популярните WHYI за седмична четиричасова програма за разговори/развлечения, водена от 106 & Park 's Terrence J. Клои и нейните сестри Ким и Кортни се появиха като епизодично участие в премиерата на сезон 3 на сериала 90210. Тя се появи също и във епизоди два и четири. През 2012 г. Клои е водещ на втория сезон на американския X Factor, заедно с Марио Лопес. През 2016 г., тя води своето ток шоу „Коктейли с Клои“. Кардашиян и бизнес дамата Ема Греде стартираха своята линия дрехи Good American през същата година и реализираха продажби от 1 милион долара във първия ден. Good American започна с продажбата на дънки, вариращи от размер 00 до 24, и се разшири до различни дрехи, включително дрехи за тренировки, рокли и колекция за бременни. Кардашиян участва и продуцира Revenge Body с Khloé Kardashian (Тяло за отмъщение със Клои Кардашиян), американски риалити сериал, чиято премиера беше на E! на 12 януари 2017 г. През декември 2018 г. Кардашиян стана посланик на марката на Burst Oral Care и направи тест за царевица на електрическата четка за зъби. На 14 юни 2019 г. Kylie Cosmetics стартира сътрудничеството си с Кардашиян, наречено Kylie Cosmetics x Koko Kollection. Това отбеляза третото им сътрудничество, след като по-рано пуснаха специална колекция от продукти за устни, наречена Koko Kollection през 2016 г. и втората част през 2017 г. През август 2019 г. Кардашиян обяви, че ще стане изпълнителен продуцент на новия сезон на Twisted Sisters на Шоу Investigation Discovery , състоящо се от десетчасови епизода, следващи истории на сестри, които се настроиха една срещу друга. През ноември 2019 г. Кардашиян си партнира със сестрите си Кортни и Ким, за да създаде три нови парфюма (по един за всяка сестра) за марката на Ким KKW Fragrance. Колекцията представя розов диамант (ароматът на Kлои), жълт диамант (ароматът на Кортни) и чист диамант (ароматът на Ким). Всеки аромат е индивидуално вдъхновен и уникален за нея, Ким и Къртни. През октомври 2020 г. беше обявено, че тя става посланик на марката и съсобственик на компанията за добавки за колаген Kiwi Dose & Co.
През септември 2021 г. Khloe Kardashian беше домакин на турнир за Candy Crush Saga, отбелязвайки първия турнир в играта. Турнирът се проведе в приложението от 23 септември до 7 октомври. 

### Личен живот
През 2001 г., Клои претърпява травма на мозъка, което води до загуба на паметта за няколко месеца.
През 2009 г., Клои сключва брак с баскетболиста Ламар Одом. Те решават да се омъжат само месец след като са се запознали на парти. След брака Клои решава да запази фамилията си Кардашян, но да добави и тази на съпруга си, Одом.
След дълги спекулации за раздялата им, Клои официално подава документи за развод през декември 2013 г. Одом подписва документите едва през юли 2015 г., но тогава все още се очаква решение от съдия. През октомври 2015 г. Одом е приет в болница, след като е намерен в безсъзнание в Невада. Тогава той прекарва четири дни в кома, а Клои решава да оттегли молбата за развод. По-късно Клои споделя, че го е направила, за да може да взима евентуални животоспасяващи решения от негово име. След възстановяването му тя подава молба отново и разводът им е финализиран през 2016 г.
През 2014 г. Клои излиза с рапъра Френч Монтана след раздялата си с Одом.
През април 2015 г. Клои става кръстница на племенницата си Норт, дъщеря на Ким и Кание Уест.
През 2015 г. Клои е обвързана с баскетболиста Джеймс Хардън.
Кардашиян започна да се среща с баскетболиста Тристан Томпсън през 2016 г. раждайкии дъщеря им - Тру Томпсън на 12 април 2018 г., на фона на противоречия, след като беше установено, че Томпсън е изневерил на Клои по време на бременността й. През февруари 2019 г. Кардашиян и Томпсън се разделиха, след като беше разкрито, че Томпсън е изневерил на Кардашиян с тогавашната най-добра приятелка на нейната полусестра Кайли - Джордин Уудс. През август 2020 г. те възобновиха връзката си, след като бяха поставени заедно под карантина по време на пандемията от COVID-19. През юни 2021 г. беше съобщено, че са се разделили отново. През юли 2022 г. Клои посрещна второто си дете от Тристан чрез сурогатна майка - момче наречено Тетйтъм. 

## Филмография

### Роли
| Година | Заглавие                  | Роля        | Бележки |
| ------ | ------------------------- | ----------- | ------- |
| 2010   | Психотерапевт             | Дани Хилман |         |
| 2011   | Закон и ред: Лос Анджелис | Себе си     |         |
| 2013   | Съпрузите на Холивуд      | Себе си     |         |
| 2014   | Лекар на повикване        | Себе си     |         |

### Себе си
| Година        | Заглавие                          | Бележки                                         |
| ------------- | --------------------------------- | ----------------------------------------------- |
| 2007-2021     | Keeping Up with the Kardashians   | Главна роля                                     |
| 2008          | MADtv                             | ТВ предаване (2 епизода)                        |
| 2009          | Звезден чирак                     | ТВ предаване (11 епизода)                       |
| 2009 – 2010   | Кортни и Клои превземат Маями     | ТВ предаване (26 епизода)                       |
| 2010          | Модна полиция                     | ТВ предаване (5 епизода)                        |
| 2010          | 90210                             | ТВ сериал (1 епизод: „Последна година, бебчо!“) |
| 2011 – 2012   | Кортни и Ким превземат Ню Йорк    | ТВ предаване (7 епизода)                        |
| 2011 – 2012   | Клои и Ламар                      | ТВ предаване (20 епизода)                       |
| 2011          | Закон и ред: Лос Анджелис         | ТВ сериал (1 епизод: „Бенедикт Каньон“)         |
| 2012          | Punk'd                            | ТВ предаване (1 епизод: „Майли Сайръс“)         |
| 2012          | X Factor                          | Ко-водещ, 16 епизода                            |
| 2014-настояще | Кортни и Клои превземат Хемптънс  | ТВ предаване                                    |
| 2014          | Лекар на повикване                | Кратка поява, 1 епизод                          |
| 2015          | Аз съм Кейт                       | 3 епизода                                       |
| 2015 – 2016   | Куклите на Даш                    | Изпълнителен продуцент и повтаряща се роля      |
| 2016          | Коктейли с Клои                   | Водещ                                           |
| 2016 – 2017   | Тяло за отмъщение с Клои Кардашян | Водещ                                           |